# 奥平俊六
奥平 俊六（おくだいら しゅんろく、1953年 - ）は、日本美術の研究者、大阪大学教授。日本・東洋美術史専攻。

## 来歴
愛媛県生まれ。1977年東京大学文学部美術史科卒、83年同大学院人文科学研究科博士課程単位取得退学。國華社研究員、1983年大阪府立大学総合科学部専任講師、1991年大阪大学文学部助教授、97年同文学研究科教授。京都国立博物館客員研究員、大和文華館評議員を務めた。

## 著書
- 『彦根屏風 無言劇の演出』平凡社、1996　絵は語る
- 『洛中洛外図舟木本 町のにぎわいが聞こえる』小学館、2001　アートセレクション
- 『屏風をひらくとき-どこからでも読める日本絵画史入門』大阪大学出版会、2014　阪大リーブル

### 編著・監修
- 『すぐわかる人物・ことば別桃山時代の美術』監修 東京美術、2009
- 『デジタル洛中洛外図屏風 島根県美本―パソコンで旅する江戸時代の京都』関口敦仁共監修 淡交社、2009
- 『懐徳堂ゆかりの絵画』編著 大阪大学出版会、阪大リーブル　2012
- 『年譜でたどる琳派400年』河野元昭監修 中部義隆,玉蟲敏子,並木誠士著 淡交社 2015

## 参考
- 美術史学（美術史講座） - 大阪大学文学部・大阪大学大学院文学研究科
- デジタル洛中洛外図屏風 島根県美本―パソコンで旅する江戸時代の京都 - 紀伊國屋書店BookWeb